# Iraklis Deskulidis
Iraklis Deskulidis (gr. Ηρακλής Δεσκουλίδης; ur. 1 października 1961) – grecki zapaśnik walczący w stylu wolnym. Trzykrotny olimpijczyk. Siódmy w Los Angeles 1984 i Seulu 1988 i dziewiąty w Barcelonie 1992. Startował w kategorii 82–90 kg.
Pięciokrotny uczestnik mistrzostw świata, wicemistrz z 1991 i czwarty w 1989. Czwarty na mistrzostwach Europy w 1986, 1987, 1988 i 1991. Wicemistrz igrzysk śródziemnomorskich w 1983 i 1991; trzeci w 1987. Trzeci na igrzyskach bałkańskich w 1979 roku.
- Turniej w Los Angeles 1984 `1– 82 kg

Pokonał Barthelémy N'Tona z Kamerunu i Reinera Trika z RFN. Przegrał z zawodnikiem Korei Południowej Kimem Tae-U i Japończykiem Hideyuki Nagashimą
- Turniej w Seulu 1988 – 90 kg

Pokonał Samba Adama z Mauretanii i Mohammada Tadża z Afganistanu, a przegrał z Mehmetem Türkkayą z Turcji i Węgrem Gáborem Tóthem. W pojedynku o siódme miejsce wygrał z Mongołem Dzewegijnem Düwczinem.
- Turniej w Barcelonie 1992 – 90 kg

Pokonał Kałojana Baewa z Bułgarii i przegrał z Ajjubem Baninosratem z Iranu i Puncagijnem Süchbatem z Mongolii. W walce o dziewiąte miejsce wygrał z Niemcem Ludwigiem Schneiderem.